# Herbert Schröder
Herbert Schröder (ur. ?, zm. ?) – as lotnictwa niemieckiego Luftstreitkräfte z 5 potwierdzonymi zwycięstwami w I wojnie światowej.
Po służbie w jednostce wspierania artylerii Flieger-Abteilung (Artillerie) 206 został skierowany do Jagdstaffel 1. Służbę w jednostce rozpoczął 26 stycznia 1917 roku. Pierwsze zwycięstwo powietrzne odniósł w okolicach Inchy-Marquion nad samolotem Sopwith Pup o numerze bocznym N6171 z 3 Naval Squadron.  Piąte ostatnie zwycięstwo odniósł 26 października. W listopadzie 1917 roku został przeniesiony do Jagdstaffel 17, jednak nie odniósł w niej żadnych zwycięstw. W maju 1918 roku został ranny. Jego dalsze losy nie są znane.